# Philippe Jean (pêcheur)
Pour les articles homonymes, voir Philippe Jean et Jean.
Philippe Jean (dit Monsieur Jean dit) est un pêcheur français né le 6 août 1953, licencié à la FFPSC.

## Palmarès
- Champion du monde de pêche sportive au coup en eau douce individuel en 1995 (Lappeenranta, Finlande⁣ ; capitaine de l'équipe de France, Philippe Perrot, par équipes, médaille d'or la même année, et triple médaillé d'argent en 1992, 1993, et 1994);
- Champion du monde de pêche sportive au coup en eau douce par équipes en 1995 (avec entre autres Jean-Jacques Chaumet, médaillé de bronze individuel en 1994, et Ph.Perrot);
- Vice-champion du monde de pêche sportive au coup en eau douce par équipes en 2001 (Paris, vice-capitaine (capitaine : Henri Durozier));
- 3e des championnats de France de pêche sportive au coup en eau douce individuel en 1984, 1990, 1991, et 1997.